# فالبير هويرتا
فالبير هويرتا (بالإسبانية: Valber Huerta)‏ (26 أغسطس 1993 في تشيلي - ) هو لاعب كرة قدم تشيلي في مركز الدفاع. شارك مع منتخب تشيلي تحت 20 سنة لكرة القدم ومنتخب تشيلي لكرة القدم. أما مع النوادي، فقد لعب مع نادي أونيفرسيداد دي تشيلي وهواتشيباتو وريكريتيفو غرناطة ‏.

## روابط خارجية
- فالبير هويرتا على موقع قاعدة بيانات كرة القدم.إي يو (الإنجليزية)
- فالبير هويرتا على موقع ناشيونال فوتبول تيمز (الإنجليزية)
- فالبير هويرتا على موقع Soccerway.com (الإنجليزية)
- فالبير هويرتا على موقع عالم كرة القدم.نت (الإنجليزية)
- فالبير هويرتا على موقع AS.com (الإسبانية)